# Легенди завтрашнього дня
«Легенди завтрашнього дня» (англ. DC's Legends of Tomorrow) — американський телесеріал, створений Грегом Берланті, Ендрю Крайсбергом, Марком Ґуґґенгаймом, Філом Клеммером і Сарою Шехтер. Телесеріал транслюється на каналі The CW. Також телесеріал є спінофом телесеріалів «Стріла» і «Флеш» і його події відбуваються в тому ж вигаданому всесвіті. Прем'єра серіалу відбулася 21 січня 2016 року.
11 березня 2016 року серіал був продовжений на другий сезон, показ якого почався 13 жовтня 2016 року. Третій сезон почався 10 жовтня 2017 року, четвертий — 22 жовтня 2018-го, п'ятий — 14 січня 2020 року. Показ шостого сезону запланований на 2021 рік. 3 лютого 2021 року телеканал повідомив про продовження шоу на сьомий сезон. 29 квітня 2022 року телесеріал було закрито після семи сезонів.

## Синопсис
У майбутньому безсмертний лиходій Вандал Севідж (Каспер Крамп) захопив увесь світ і вбив сім'ю Повелителя часу Ріпа Гантера (Артур Дервіл). У прагненні запобігти цьому Ріп набирає собі в команду Рея Палмера / Атома (Брендон Раут), Сару Ленс / Білу канарку (Кейті Лотц), Мартіна Штайна (Віктор Ґарбер) і Джефферсона «Джекс» Джексона (Франц Драмех), які об'єднуються у Вогнянний шторм, Кендру Сандерс / Орлицю (Сіара Рене), Картера Голла / людину-яструба (Фальк Генчель), Леонарда Снарта / Капітана Холода (Вентворт Міллер) і Міка Рорі / Теплову хвилю (Домінік Перселл). Вони виявляють, що всі Повелителі часу, крім Ріпа, підтримують Севіджа з метою запобігти вторгненню танагарців. Снарт жертвує собою, щоб знищити пристрій стеження Володарів часу «Окулус». Севідж намагався переписати історію за допомогою тимчасового вибуху, але, так як він на час став смертним, гине від руки Кендри. Після смерті Варвара Картер і Кендра залишають команду і повертається в Сейнт-Рок 2016 року.
Решта членів команди вирішують зайняти місце Володарів часу і стежити за збереженням історії. У цей момент вони отримують попередження від члена Товариства Справедливості Америки Рекса Тайлера / Годинникаря (Патрік Джей Адамс) про те, що їм у жодному разі не можна вирушати в 1942 рік. Спочатку команда слухає його, але за збігом обставин саме в цьому році утворюється величезна тимчасова аномалія — нацисти отримали атомну бомбу, підірвали Нью-Йорк і продовжили Другу світову війну на два зайвих роки. Запобігши цьому, Ріп залишив Міка в анабіозі і розсіяв команду за різними часовими просторами. У 2016 році, за допомогою Олівера Квіна, Міка знаходить історик Нейт Гейвуд (Нік Зано). Удвох Рорі і Гейвуд знаходять інших членів команди, усіх, крім Ріпа. Під час чергової місії Легенди зустрічають Суспільство Справедливості Америки на чолі з Рексом Тайлером / Годинникарем. Після того, як Зворотній Флеш (Метт Летчер) убиває Годинникаря, інший член ОСА, Віксен (Мейсі Річардсон-Селлерс), долучається до команди, щоб знайти вбивцю. Тим часом злий спідстер збирає свою команду, що складається з Деміана Дарка (Ніл Мак-Дона) і Малкома Мерліна (Джон Барроумен) — Легіон смерті, як назвав його Нейт.

## У ролях
| Актор                   | Роль                                   |
| ----------------------- | -------------------------------------- |
| Віктор Ґарбер           | Професор Мартін Штайн / Вогняний шторм |
| Брендон Раут            | Рей Палмер / Атом                      |
| Артур Дервіл            | Ріп Гантер                             |
| Кейті Лотц              | Сара Ленс / Біла канарка               |
| Франц Драмех            | Джефферсон Джексон / Вогняний шторм    |
| Сьяра Рене              | Кендра Сандерс / Орлиця                |
| Фальк Генчель           | Картер Гол / Людина-яструб             |
| Емі Пембертон           | Ґідеон                                 |
| Домінік Перселл         | Мік Рорі / Теплова хвиля / Хронос      |
| Вентворт Міллер         | Леонард Снарт / Капітан холод          |
| Ніл Макдонаф            | Деміен Дарк                            |
| Метт Летчер             | Іобард Тон / Зворотний Флеш            |
| Мейсі Річардсон-Селлерс | Амая Дживе / Віксен                    |
| Нік Зано                | Натаніель Гейвуд / Сталь               |
| Тала Еш                 | Зарі Адріаном Томас / Ісіда            |
| Кінен Лонсдейл          | Воллі Вест / Кід Флеш                  |

## Виробництво

### Ідеї
У січні 2015 року Грег Берланті зазначив, що були «дуже ранні» попередні переговори про спін-офф, зосередженому на пригодах Рея Палмера / Атома (Брендон Раут). У лютому 2015 року повідомлялося, що канал The CW обговорював ідею телесеріалу-спін-офф «Флеша» і «Стріли», який розповів би про пригоди команди супергероїв і який міг би вийти в перерві між півсезоном 2015—2016 рр. Берланті і Крайсберг, разом з Ґуґґенгаймом і Сарою Шехтер, повинні були виступити в якості виконавчих продюсерів нового телесеріалу. Цей серіал мав розповісти про деяких персонажів, що зустрічаються як у телесеріалі «Флеш», так і в телесеріалі «Стріла»: Леонард Снарт (Вентворт Міллер), доктор Мартін Штайн (Віктор Ґарбер), Теплова хвиля (Домінік Перселл) і Рей Палмер (Брендон Раут). За заявами творців в телесеріалі повинна взяти участь акторка Кейті Лотц, яка зіграла в телесеріалі «Стріла» роль Сари Ленс / Канарки. Так як її персонаж на той момент був уже мертвий, а творці телесеріалу не уточнювали, у якій ролі акторка знову з'явиться в телевізійному всесвіті DC каналу The CW, до певного часу були невідомі обставини її участі в проекті. В офіційному трейлері «Легенд завтрашнього дня» видно, що Сара відроджена впливом Ями Лазаря. У трейлері вона названа Білою канаркою, відомою фанатам коміксів як одна з ворогів супергероїні Чорної канарки. Також потенційно в новому серіалі можуть з'явитися й інші персонажі «Стріли» і «Флеша», а крім того три нових «знакових персонажа коміксів DC», які ще не були введені в телевізійний всесвіт DC каналу The CW. Крім того, творці зазначили, що Роббі Амелл, виконавець ролі Ронні Реймонда, не було зазначено в списку акторів за особливою причиною.
У березні 2015 року Стівен Амелл, виконавець ролі Олівера Квіна / Стріли, підтвердив, що даний серіал вийде в сезоні 2015—2016 рр. між півсезоном «Флеша». Крайсберг додав, що в кінці третього сезону «Стріли» буде розглянута можливість повернення Кейті Лотц у всесвіт телесеріалу, так як її персонаж на той момент все ще був мертвий. Розповідаючи про основні цілі серіалу, Берланті зазначив, що телесеріал буде знятий у дусі кросоверів, які вже зустрічалися в телесеріалах «Флеш» і «Стріла», а також, що вони зосередяться на постійних відсиланнях до того, що головний антагоніст буде відрізнятися від будь-якого, кого показували раніше. Також Домінік Перселл підтвердив, що повернеться до ролі Теплової Хвилі в новому телесеріалі, а Блейк Нілі погодився взяти участь у проекті в якості композитора. В кінці місяця Артур Дервіл був затверджений на роль Ріпа Гантера, одного з тих самих нових «знакових для коміксів DC» персонажів, в той час, як Сіара Рене увійшла в акторський склад телесеріалу як ще один знаковий персонаж коміксів DC, Кендри Сандерс / орлиця. У квітні 2015 року на сторінках журналу  Variety  з'явилася стаття, в якій телесеріал був відзначений під назвою «Легенди завтрашнього дня», хоча офіційно назву не було озвучено ні одним із творців. У тому ж місяці Франц Драмех був затверджений на роль Джея Джексона.
У травні 2015 року актор Віктор Ґарбер, який знову зіграє роль професора Мартіна Штайна, зазначив, що керівництво каналу The CW було вражене тим матеріалом, який їм надали творці телесеріалу, і відразу дало добро на виробництво. 7 травня 2015 року новий телесеріал офіційно отримав нове ім'я — «Легенди завтрашнього дня DC», або, для стислості, «Легенди завтрашнього дня». У тому ж місяці керівництво каналу підтвердило, що Кейті Лотц повернеться до ролі Сари Ленс, але вже під ім'ям Білої канарки, а також відкрило ім'я головного антагоніста — Вандал Севідж. У червні 2015 року стало відомо, що головним шоуранером, а також ще одним з виконавчих продюсерів стане Філ Клеммер. У тому ж місяці було оголошено, що Грант Гастін з'явиться в серіалі в якості Баррі Аллена / Флеша. У серпні 2015 року до акторського складу приєднався Каспер Крамп, який отримав роль головного антагоніста, Варвара Севіджа.
11 березня 2016 року «Легенди завтрашнього дня» були продовжені на другий сезон, прем'єра якого відбулася в жовтні 2016 року. Продюсери розглянули варіанти поповнення команди Легенд новими членами, зокрема Коннора Гоука (Джозеф Девід-Джонс) і Віксен (Мегалін Ечіканвоке). Клеммер розкрив, що сценарист «Стріли» Кето Шімідзу і сценарист «Флеша» Грейн Годфрі працюють над тим, щоб Легенди «наші історії йшли в ногу» з іншими серіалами. Клеммер також наголосив на проблемах зі створенням кросоверів, так як Амелл і Гастін цілими днями зайняті в зйомках власних шоу. Що стосується Всесвіту Стріли, Клеммер розкрив, що смерть Лорел Ленс «у другому сезоні викличе резонанс … починаючи з чогось, що відбудеться в „Стріли“ воно може створити брижі, яка дійде до нашого шоу величезною хвилею. Це перепише ДНК всього серіалу». Спочатку другий сезон повинен був складатися з 13 епізодів, але в листопаді 2016 року канал замовив ще чотири, довівши загальну кількість серій до 17.
У квітні 2016 року Клеммер сказав наступне: «Ми поглянемо на шоу зовсім під іншим кутом зору. Ми сповнені рішучості зробити кожну частину другого сезону подібної її власним шоу. Перший епізод сезону два практично стане новим пілотом з новими хорошими хлопцями, новими поганими хлопцями, новими ставками, новою динамікою і новими цілями. Команда повинна буде перш за все знайти нову мету. Як тільки ви рятуєте світ, що ви тоді робите? … Те, що світ був в небезпеці, примушує нашу команду діяти дисфункціонально. У сезоні два за ними вже не полюють Майстри часу. Вони вже не обтяжені порятунком світу. Це більше не буде в ім'я порятунку Міранди і Джонас. Що цікаво в сезоні два, так це те, що він буде мати різні відтінки, персонажі будуть мати різні цілі. У них насправді будуть абсолютно різні мотивації. Будуть нові обличчя, і все буде новим». Сезон також покаже Суспільство справедливості Америки, що складається з годинникаря, Віксена, Командира Сталі, обсидіану, Старгьорл і Доктора Мід-Найта. Крім того, в ньому з'явиться власна версія Легіону смерті, до якої увійдуть Зворотній Флеш, Деміан Дарк, Малкольм Мерлін і Капітан Холод.

### Зйомки
У травні 2015 року Гарбер розкрив, що зйомки стартують в серпні 2015 року, а прем'єра призначена на січень 2016 року. Коротку апфронт — презентацію для каналу зняв регулярний режисер «Флеша» і «Стріли» Дермот Даунс. Зйомки пілотного епізоду розпочалася 9 вересня 2016 року в Ванкувері (Британська Колумбія). Режисер і продюсер Глен Вінтер обговорив знімальний процес в своєму інтерв'ю з  Comic Book Resources : «Новим в „Легендах завтрашнього дня“ стало те, що в них не було головного героя. Було тільки сім або вісім провідних акторів. І це найбільше лякало мене. Я більше турбувався не про екшен або атмосферу, а з приводу суперечок цих осіб і з'ясуванні того, як вони можуть співпрацювати. Ти не можеш знати, чи піде шоу в ефір, тому тобі дають невеликий бюджет і все закінчується тим, що більшу частину матеріалу ти знімаєш на відкритій місцевості. Єдиною декорацією став „Волнольот“. Але ми знали, що шоу пройде, тому у нас незвичайний пілот. Всі кошти практично повністю йшли на „Волнольот“. Це повторювалося від серії до серії. По-моєму вони не були схильні будувати декорації. На мій погляд вони вважали за краще підлаштовувати місцевість під свої потреби, адже мали місце подорожі в часі і було багато епох, для яких потрібні були декорації».

## Відгуки

### Критика
Пілотна серія була тепло зустрінута критиками, помітившими потенціал серіалу. Расс Берлінгейм з ComicBook.com позитивно відгукнувся про неї: "Серіал почався з гострого, приємного епізоду; це можливо самий захоплюючий і цікавий проект з усього сучасного врожаю супергероїки ". Джессі Шедін, що пише для IGN, поставив першій частині 7,7 / 10, похваливши «епічний розмах шоу», «захоплюючу динаміку персонажів» і акторську гру Артура Дервіла; другій частині він поставив 8,4 / 10, зазначивши «поліпшення за рахунок більшої динаміки персонажів і Супергеройського екшна».
Проте, сайт Rotten Tomatoes дав першому сезону лише 58 % «свіжості» з середнім рейтингом 6/10 на основі 36 оглядів. Консенсус був такий: «Незвичайні спецефекти, ностальгія за коміксами і чудовий акторський склад дозволяє йому триматися на плаву, але „Легенди завтрашнього дня“ страждають від надмірно великої кількості персонажів, у результаті чого вітер недостатньо наповнює вітрила». Сайт Metacritic, який використовує середню оцінку, поставив сезону 58 балів з 100 на основі 22 оглядів, що вказує на «змішані або середні відгуки».
Rotten Tomatoes дав другому сезону 70 % схвалення з середнім рейтингом 6,1 / 10 на основі 10 оглядів. Консенсус виглядає наступним чином: «Хоча сюжет як і раніше залишається амбіційним, після позбавлення від зайвих персонажів „Легенди завтрашнього дня“ виділяються більш вільною творчою атмосферою».

## Показ
Серіал стартував 21 січня 2016 року з виходом першого епізоду. Всього для першого сезону було замовлено 16 епізодів. Спочатку перший показ мав відбутися 20 січня 2016 року, на одному з австралійських каналів, але пізніше австралійську прем'єру перенесли на 22 січня 2016 року. Також серіал транслювався по британському каналу Sky1 починаючи з 1 березня 2016 року.

## Розширений всесвіт
У травні 2015 року Рене з'явилася як камео у фінальному епізоді першого сезону телесеріалу «Флеш», а в першій половині другого стала періодичним персонажем. У липні 2015 року Ґуґґенгайм розкрив, що в перших епізодах четвертого сезону «Стріли» буде розказано про воскресіння Сари Ленс, а восьмі епізоди сезону і другого сезону «Флеша» стануть єдиним кросовером, який представить увазі глядачів інших персонажів «Легенд завтрашнього дня». У четвертій серії другого сезону «Флеша» з'явився Франц Драмех, який зіграв Джефферсона «Джекс» Джексона, нову другу частину Вогненного шторму. У кроссоверах дебютували Крамп, Генчель і Джеймс. У листопаді 2016 року команда Легенд приєдналася до інших основних персонажам Всесвіту Стріли в серії кросоверів «Вторгнення!»? в якій також з'явилася Мелісса Бенойст в гостьовій ролі Кари Зор-Ел / Кари Денверс / Супергьорл.